# NGC 6537
NGC 6537 (maglica Crveni pauk) je planetna maglica u zviježđu Strijelcu. U središtu je maglice bijeli patuljak, koji je ostatak kompaktne jezgre jedne izvorne zvijezde, podiže 10.000 Kelvina vruć vjetar, koji puše brzinama od 2.000 do 4.500 kilometara u sekundi, a koji je stvorio valove visoke 100 milijarda kilometara visoke. Zvijezda se ubraja u najvruće poznate.
Valove stvaraju nadzvučni udari koji nastaju kad je tamošnji plin sabijen i zagrijen ispred naglo širećih "režnjeva". Atomi koji su uhvaćeni u tim udarima zrače vidljivo svjetlo. Ovi vjetrovi su oni što ovoj maglici daju jedinstveni "paučni" oblik i pridonose širenju maglice.
Zvijezda u središtu maglice okružena je ljuskom od prašine zbog čega je teško utvrditi osobine maglice.

## Vanjske poveznice
- (engl.) SEDS: NGC 6537
- (engl.) Hartmut Frommert: Revidirani Novi opći katalog
- (engl.) Izvangalaktička baza podataka NASA-e i IPAC-a
- (engl.) Astronomska baza podataka SIMBAD
- (engl.) VizieR
- (engl.) Auke Slotegraaf: NGC 6537 Deep Sky Observer's Companion
- (engl.) Courtney Seligman: Objekti Novog općeg kataloga: NGC 6500 - 6549